# Stahlgewitter (Film)
Stahlgewitter (Alternativtitel Zwei schlagen zurück) ist ein US-amerikanischer Kriegsfilm des Regisseurs Edward Dmytryk aus dem Jahr 1945.

## Handlung
Der Film beginnt mit dem Überfall von US-Army-Rangern auf das Kriegsgefangenen-Lager Cabanatuan. Der Film blendet dann zurück bis ins Jahr 1942. Als die amerikanischen Truppen unter General MacArthur gezwungen sind, sich aus Bataan zurückzuziehen, bleibt Colonel Joseph Madden von der US-Army zurück, um Guerilla-Kämpfer gegen die japanische Besatzungsmacht auf den Philippinen zu organisieren. Madden kämpft mit philippinischen Widerstandskämpfern zusammen, um Kriegsgefangene aus dem Lager Cabanatuan zu befreien. Auf Bataan hören Colonel Joseph Madden und seine Männer eine Rundfunkdurchsage. Die berühmte Schauspielerin Dalisay Delgado fordert dazu auf, keinen Widerstand gegen die Japaner zu leisten. Die Lage scheint hoffnungslos, die Japaner besetzen Bataan.
Einer seiner Offiziere, Captain Andrés Bonifacio, hat eine schwere Last dabei. Nicht nur, dass er damit leben muss, der Enkel von Andrés Bonifacio, einem Nationalheld, zu sein; auch seine ehemalige Verlobte Dalisay Delgado arbeitet offenbar mit den Japanern zusammen, indem sie Propaganda für die Japaner über das Radio verbreitet. Tatsächlich nutzt Frau Delgado die Propaganda-Sendungen als Mittel zur Weitergabe sensibler Informationen an den philippinischen Widerstand, ohne dass die Japaner Verdacht schöpfen – eine Tatsache, die nur Colonel Madden und seinen Vorgesetzten bekannt ist.

## Synchronisation
| Darsteller        | Rolle                                | Synchronsprecher  |
| ----------------- | ------------------------------------ | ----------------- |
| John Wayne        | Colonel Joseph Madden                | Ernst Konstantin  |
| Anthony Quinn     | Andrés Bonifacio                     | Friedrich Joloff  |
| Beulah Bondi      | Bertha Barnes                        | Ursula Krieg      |
| Fely Franquelli   | Dalisay Delgado                      | n.n.              |
| Richard Loo       | Hasko                                | n.n.              |
| Philip Ahn        | Coroki                               | Gerd Martienzen   |
| Paul Fix          | Bindle Jackson                       | Alfred Balthoff   |
| Vladimir Sokoloff | Senior Bello                         | Stanislav Ledinek |
| Abner Biberman    | Captain der Japaner                  | n.n.              |
| Lawrence Tierney  | Lt. Cmdr. Waite                      | Axel Monjé        |
| Leonard Strong    | General Homma                        | Walter Bluhm      |
| John Miljan       | General Jonathan "Skinny" Wainwright | Paul Wagner       |

## Kritik
„Tendenziöser Kriegsfilm, der die verwegenen amerikanischen Freiheitskämpfer den japanischen Bestien gegenüberstellt. Als Propaganda-Film inszeniert, wirkt er aus heutiger Sicht wie ein Dokument des Hasses, das auch Völkerrechtsverletzungen auf alliierter Seite billigt. Zeitgeschichtlich und als Beispiel für Wirkung und Machart von Propaganda-Filmen von einigem Interesse, ansonsten ein unredliches Machwerk.“

## Hintergrund
- Stahlgewitter ist neben Bataan (1942), Mutige Frauen (1943) und Schnellboote vor Bataan (1945) einer von mehreren Filmen, die sich um die reale Schlacht um Bataan 1941 drehen.
- Als das Drehbuch geschrieben wurde, war die Schlacht um Bataan noch nicht beendet. Die Autoren aktualisierten das Drehbuch ständig gemäß den aktuellen Ereignissen.
- Die Dreharbeiten dauerten 130 Tage.
- Robert Fellows produzierte zuvor bereits zwei Filme über wahre Begebenheiten im Pazifikkrieg, Ohne Rücksicht auf Verluste (1943) basierend auf Doolittle Raid, sowie Ledernacken (1944), der die Schlacht um Guadalcanal behandelt.
- Im Film wird Andrés Bonifacio als Enkelsohn von Andrés Bonifacio (1863–1897), einem philippinischen Revolutionsführer, dargestellt, der Ende des 19. Jahrhunderts gegen die Spanier kämpfte. In Wirklichkeit starb Bonifacios einziger Sohn an Pocken, also hatte er auch keine Enkelkinder.
- John Wayne wollte für die Stuntszenen zunächst nicht gedoubelt werden. Daraufhin dachten sich der Regisseur und der Drehbuchautor besonders gefährliche Szenen aus, damit Wayne doch einen Stuntman forderte. Letztlich blieb es aber dabei, dass er alle Szenen selbst spielte.